# Agapetes discolor
Agapetes discolor är en ljungväxtart som beskrevs av Charles Baron Clarke. Agapetes discolor ingår i släktet Agapetes och familjen ljungväxter. Inga underarter finns listade i Catalogue of Life.